# Norra Bohusläns kustvatten
Norra Bohusläns kustvatten är den kustnära delen av östliga Skagerrak, som ligger utanför kommunerna Strömstad, Tanum och Sotenäs. Åt väster kan området tänkas vara avgränsat av en linje genom norska Hvaleröarna, Koster och Väderöarna och därefter en linje mot söder. 
Sveriges första marina nationalpark, Kosterhavets nationalpark, inrättades 2009 inom en del av området, Kosterfjorden, och en del av området söder därom.

## Indelning
Området indelas i delområden, från norska gränsen och söderut: Singlefjorden, Säcken, Kosterfjorden, Väderöfjorden och Sotefjorden (Soten). För vetenskapligt bruk är de olika vattenområdena väl definierade (se Externa länkar nedan). Men bland ortsbor är gränsdragningarna mer oprecisa. Så gränsar till exempel Kosterfjorden och Väderöfjorden mot varandra i den lokala terminologin, men något entydigt besked om var gränsen finns går inte att få. 

## Topografi
Genom fjordarna sträcker sig en djupränna, som i sin norra ände står i förbindelse med Norska rännan. Rännans djup är störst innanför Koster, kring 240 m för att sedan avta mot söder. Öster och väster om rännan sträcker sig relativt jämna mjukbottnar på djup som endast på mindre områden överstiger 100 meter.

## Biologi
Hela vattenområdet är extremt artrikt. Till artrikedomen bidrar den så kallade fjordeffekten, som gör att normalt djupvattenlevande organismer här finns på betydligt mindre djup. Djuprännan fungerar hydrografiskt som en fjord.
I djuprännan fiskas räkor (nordhavsräkor, Pandalus borealis) med bottentrål och på de grundare lerslätterna fiskas havskräftor (Nephrops norvegicus) med burar.
Artrikedomen gör att området är skyddsvärt. Vissa särskilt värdefulla områden är idag skyddade mot bottentrålning.
Tjärnö marinbiologiska laboratoriums (TMBL) lokalisering till Tjärnö i Strömstads kommun har starkt bidragit till den ökade kunskapen om det marina livet i området.

## Etymologi
Noteras bör att efterledet fjord i namnsammansättningarna ovan är en lokal användning av ordet. I Bohuslän betyder fjord inte bara en långsträckt vik, utan också ett öppet vattenområde (jämför ordet fjärd). Om det inte råder någon tvekan om vilket vattenområde som avses kan även kortformen Fjoln, Fjorden användas för att beteckna Koster-, Väderö- respektive Sotefjorden.